# Heinrich Peter
Karl August "Heinrich" Peter (født 13. juni 1910) var en tysk hockeyspiller som deltog i de olympiske lege 1936 i Berlin. 
Peter spillede for HC Heidelberg, og han spillede i perioden 1930-1938 fem landskampe for Tyskland. Han var med på det tyske landshold ved OL i 1936, men han spillede blot én kamp (første gruppekamp, hvor Tyskland besejrede Danmark 6-0). Tyskland vandt deres indledende pulje med to sejre og var dermed i semifinalen. Her besejrede de Nederlandene med 3-0 og var derpå i finalen mod Indien, der ikke havde indkasseret mål indtil da. Tyskerne stod godt imod favoritterne og var blot bagud med 0-1 ved pausen, men i anden halvleg viste inderne deres klasse og vandt sikkert 8-1. De sikrede sig dermed guldet, mens tyskerne fik sølv, og nederlænderne vandt bronze efter sejr over Frankrig.

## OL-medaljer
- 1936  Tyskland Berlin –  Sølv i hockey (Tyskland)